# Benvenuto Revelli
Benvenuto Revelli, dit Nuto Revelli (né le 21 juillet 1919 à Coni, au Piémont et mort dans la même ville le 5 février 2004) est un écrivain italien du XXe siècle, qui fut l'une des figures majeures de la Résistance italienne pendant la Seconde Guerre mondiale. Son œuvre littéraire s'appuie en grande partie sur son expérience personnelle pendant cette époque.

## Biographie
Géomètre diplômé, Benvenuto Revelli entre à vingt ans à l'Académie militaire de Modène, où il reste deux ans.
En 1942, il devient volontairement officier de chasseurs alpins, part, avec la Division tridentine, pour le front russe, survit à la retraite après la bataille de Stalingrad. De retour en Italie, il rejoint la Résistance et lutte contre la République de Salò (Repubblica Sociale d'Italia) fondée par Mussolini en 1943.
Il sera deux fois décoré de la médaille d'argent de la valeur militaire (2e niveau de décoration militaire italienne), la première fois en 1942 pour ses actes de bravoure sur le front russe (alors qu'il faisait partie des troupes de l'ARMIR, le corps expéditionnaire envoyé sur le front russe par Mussolini)  et la seconde fois fin 1944 pour ses actes de partisan résistant à la tête de la Quarta Banda Giustizia e liberta en Italie du nord (Piémont, région de Coni) contre les troupes hitlériennes et mussoliniennes.
Il sera plusieurs fois grièvement blessé, tant sur le front russe que dans les maquis des Alpes.
Lorsqu'il était chef maquisard dans le Piémont, il composa avec d'autres résistants une chanson satirique mordante, la Badoglieide, qui prenait violemment à partie le roi Victor-Emmanuel III et son président du Conseil, le très discuté Général Pietro Badoglio.
Il quitte l'armée avec le grade de maggiore (commandant) et retourne à la vie civile comme négociant en métaux, mais garde le contact avec ses ex-camarades de combat, chasseurs alpins de l'ARMIR ou maquisards auprès desquels il entreprend une collecte de souvenirs.
Par la suite, il publie des récits de ces années parmi lesquels Mai tardi (Jamais trop tard, 1946, inédit en français), puis La guerra dei poveri (La Guerre des pauvres, 1962, trad. fr. 2020), Il disperso di Marburg (Le Disparu de Marburg, 1994, trad. fr. 2006).
Il publie aussi des récits sur les petites gens du Piémont et leur exode rural, tirés de ses collectages de folklore et de récits oraux dans la région de Coni.
Marié à Anna Delfino en 1947, le couple aura un enfant, Marco Revelli, très engagé dans les luttes sociales des années 1970 et 80.
Il décède du cancer dans sa ville de Coni en 2004.

## Œuvres
- Ero la maestra delle mie marmotte. Il mondo dei vinti, Turin, Einaudi
- Mai tardi. Diario di un alpino in Russia, Coni, Panfili, 1946
- La guerra dei poveri, Turin, Einaudi, 1962
- La strada del Davai, Turin, Einaudi, 1966
- L'ultimo fronte. Lettere di soldati caduti o dispersi nella II guerra mondiale, 1971
- Il mondo dei vinti. Testimonianze di vita contadina, Turin, Einaudi, 1977.
- L'anello forte. La donna: storie di vita contadina, Turin, Einaudi, 1985
- Il disperso di Marburg, Turin, Einaudi, 1994.
- Il prete giusto, Turin, Einaudi, 1998
- Le due guerre. Guerra fascista e guerra partigiana, Turin, Einaudi, 2003

En français:
- Le Monde des vaincus, Paris, Maspéro, 1980.
- Le Disparu de Marburg, Paris, Rivages, 2006.
- Les Deux Guerres. Guerre fasciste et guerre de libération, Paris, ICCI, "Les Cahiers de l'Hôtel de Galliffet", 2020.
- La Guerre des pauvres, préf. Éric Vial, postf. Emmanuel Laugier, trad. Angela Guidi et Lucie Marignac, Paris, Rue d'Ulm, coll. "Italica", 2020[3].